# Дубовський Анатолій Іванович
Дубовський Анатолій Іванович (нар. 3 жовтня 1934, м. Хабаровськ, Росія — грудень 1999) — український лікар, політик.
Народився у родині офіцера; рос.; одружений; мав 3 дітей.
Освіта: Дніпропетровський медичний інститут (1953—1959), лікар.
Народний депутат України 12(1)-го скликання з 15.05.1990 (2-й тур) до 10.05.1994, Орджонікідзевський виб. окр. № 183, Запорізька область, член Комісії мандатної і з питань депутатської етики (з 06.1990).
Помер у грудні 1999 року. 

## Діяльність
- З 1959 — лікар-хірург п/с № 9, Красноярський край.
- З 1962 — лікар-хірург 5-ї міської лікарні, місто Запоріжжя.
- З 1970 — головний лікар Запорізької міської лікарні № 9.
- З 1981 — заступник головного лікаря, з 02.1989 — головний лікар Запорізької міської клінічної лікарні № 5 швидкої медичної допомоги імен XXIV з'їзду КПРС.
- З 1990 — генеральний директор Запорізького обласного центру екстремальної медицини та швидкої допомоги.

Депутат райради 4-х скликань.
Член КПРС (1970—1991).
Відмінник охорони здоров'я СРСР. Заслужений лікар України.

## Вшанування пам'яті

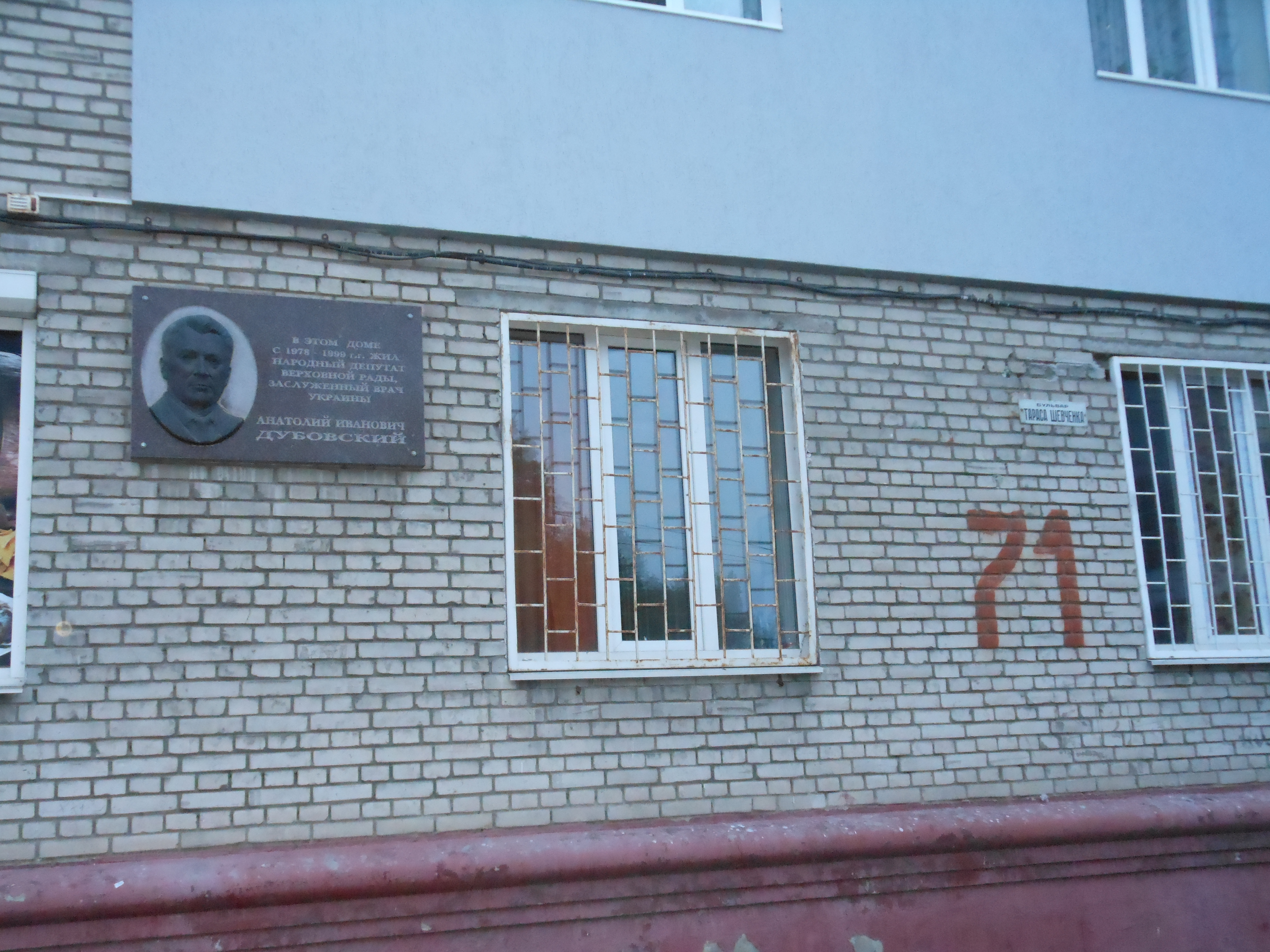
Меморіальна дошка Дубовському А.І. в Запоріжжі

У Запоріжжі на будинку № 71 на бульварі Шевченка, в якому проживав Дубовський з 1978 по 1999 роки встановлено меморіальну дошку.

## Джерело
- Довідка [Архівовано 4 березня 2016 у Wayback Machine.]